# Marcus Curtius
Marcus Curtius, také Markus Curtius je římský mytologický hrdina, mladý voják, který pro blaho Říma obětoval svůj život bohu podsvětí Hádovi.

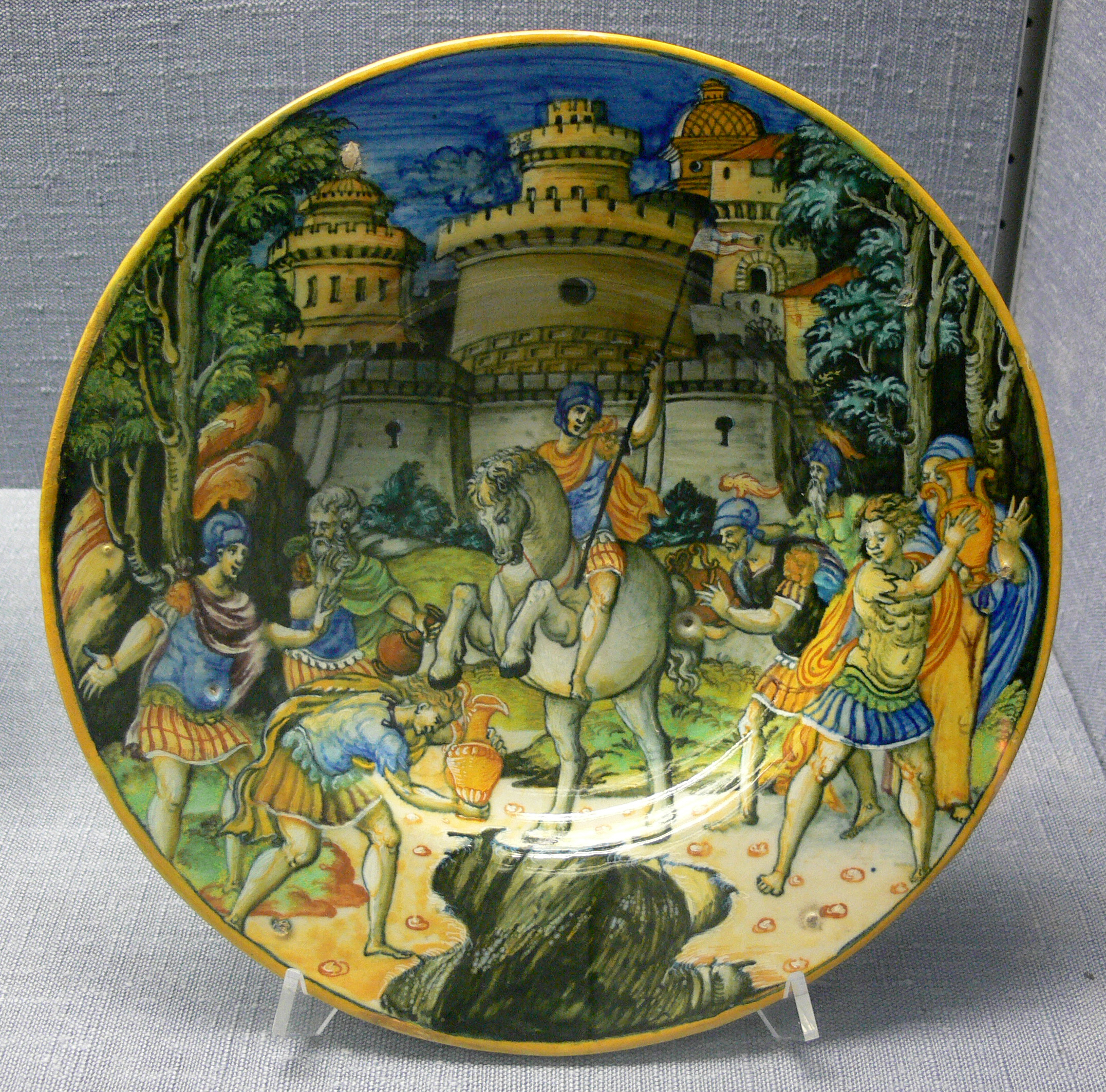
Marcus Curtius, fajáns, Urbino kolem 1550

## Příběh
Po zemětřesení v roce 362 př. n. l. se na Foru Romanu náhle otevřela obrovská bezedná jáma, kterou se Římané marně snažili zaplnit. Obrátili se o radu k augurovi, který jim naznačil, že bohové žádají nejcennější oběť země. Římané se snažili objasnit, co to má být.
Mladý voják jménem Marcus Curtius jejich bezradnost kritizoval a prohlásil, že nejcennějším majetkem národa jsou zbraně a odvaha Římanů.
Na to Marcus Curtius vyjel v plné zbroji na svém koni a skočil do jámy. Bezedná jáma se nad ním okamžitě zavřela a zachránila Řím.
Příběh krátce zmínil Varro a obšírně jej vylíčil Livius.
- Lacus Curtius je na římském fóru oválné místo, vyznačené několika bloky kamenů. Jde o místo údajné Curtiovy oběti.
- K rodokmenu Marca Curtia se koncem 2. století př. n. l. hlásil Quintus Curtius, který razil vlastní mince.[1]

## Námět výtvarného umění
Příběh se stal oblíbeným námětem, zejména v období renesance. Zobrazuje se zpravidla skok koně s Markem Curtiem na hřbetě do propasti nebo od ohně.